# San José (Petén)
San José – miasto w północnej części Gwatemali w departamencie Petén, leżące około 3 km, po drugiej stronie jeziora Petén Itzá co stolica departamentu, jednak w odległości drogowej ponad 20 km.
W latach 2008–2011 w mieście funkcjonował klub piłkarski CD Heredia.

## Gmina San José
Jest siedzibą władz gminy o tej samej nazwie, która w 2012 roku liczyła 5546 mieszkańców. Gmina jak na warunki Gwatemali jest bardzo duża, a jej powierzchnia obejmuje 2252 km², co sprawia, że gęstość zaludnienia jest na bardzo niskim poziomie.